# Marcel Amont
Pour les articles homonymes, voir Amont.
Pour l’article ayant un titre homophone, voir Marcel Hamon.
Marcel Amont, est un chanteur et acteur français, né le 1er avril 1929 à Bordeaux (Gironde) et mort le 8 mars 2023 à Saint-Cloud (Hauts-de-Seine). 
Il a connu le succès dès les années 1950 jusqu'aux années 1970 avec des titres emblématiques tels que Bleu, blanc, blond, Le Mexicain et Dans le cœur de ma blonde.
Originaire de Bordeaux, il s'est rapidement fait un nom dans les cabarets parisiens avant de connaître la renommée nationale. Au fil des décennies, il a collaboré avec de grands noms de la chanson française, dont Charles Aznavour, et a participé à de nombreuses émissions de variétés.
Marcel Amont a également écrit plusieurs livres et a été reconnu pour son engagement en faveur de la culture béarnaise et occitane.

## Biographie

### Famille
Marcel Jean Pierre Balthazar Miramon naît à Bordeaux. Son père est Modeste Miramon et sa mère Romélie Lamazou — paysans autodidactes natifs d’Etsaut dans la vallée d'Aspe, installés dans la capitale girondine et reconvertis, lui en employé des chemins de fer, elle en infirmière —. Il hésite, après le baccalauréat, entre le professorat d'éducation physique et le conservatoire d'art dramatique. La comédie, puis finalement la chanson, l'emporteront sur le sport.
À la fin de 1950, ayant fait le tour des activités artistiques bordelaises, il part pour Paris, où il se fait peu à peu un nom dans la plupart des cabarets des deux rives (Villa d'Este, La Fontaine des Quatre-Saisons, etc.).

### Carrière

#### Années 1950
En 1953, il fait la tournée de Jean Nohain en première partie de Philippe Clay. Il frôle la mort après le spectacle de Bordeaux et doit passer un an en sanatorium. C'est en 1956 qu'il rencontre véritablement le succès. Son premier disque, Escamillo, est un tube. Il passe à l'Olympia en première partie d'Édith Piaf : d'abord engagé comme « supplément au programme », il est sacré « révélation de l'année » et termine cinq semaines plus tard en deuxième position sur l'affiche. Porté par ce succès, il enregistre son premier disque en public et obtient le prix de l'académie Charles-Cros et le Grand Prix du disque en 1956. Il débute également au cinéma aux côtés de Brigitte Bardot dans La mariée est trop belle. On le voit souvent dans la célèbre émission télévisée 36 chandelles.
Il poursuit ensuite les succès, avec Julie en 1957, mais surtout deux grands tubes : en 1958, Tout doux tout doucement (Frank Gérald, Pierre Delanoë / Troxel, Christopher, Ellis), adaptation française du succès américain des Fleetwoods Come Softly To Me, et, en 1959, l'une de ses chansons les plus emblématiques, Bleu, blanc, blond (Jean Dréjac / Hal Greene, Dicks Wols), adaptation française du succès américain de Johnny Tillotson True, True Happiness.

#### Années 1960
Il entame les années 1960 avec d'autres tubes, à l'image des Bleuets d'azur en 1960, et surtout du tube Dans le cœur de ma blonde, l'année suivante.
En 1962, il donne son premier récital à Bobino pendant trois mois et demi, à guichets fermés ; outre ses propres textes, il interprète plusieurs chansons signées Claude Nougaro (Le Balayeur du roy, Porte-plume, Le Tango des jumeaux, Le Jazz et la Java).
La même année, Charles Aznavour lui signe Le Mexicain, qui rencontre un immense succès, étant classé plusieurs semaines no 1 des ventes. Ce tube est considéré comme le plus grand de sa carrière. Il lui écrit ensuite Moi le clown, qui rencontre un certain succès également.
En 1965, il est de retour à l'Olympia pour cinq semaines. Innovation très remarquée, dans sa mise en scène, il fait évoluer autour de lui des danseuses. Cette même année, il signe Maria et le pot au lait, chanson fantaisiste qui sera classée dans les charts.
Le 1er octobre 1967, il anime la première émission en couleur de l'histoire de la télévision française, Amont Tour.

#### Années 1970
En 1970, à l'Olympia, toujours en compagnie de ses danseuses et choristes, il s'entoure de cascadeurs et utilise des écrans géants pour certaines mises en scène. Le succès est tel que le spectacle dure cent jours. Il incarne alors le jeune chanteur dynamique, souriant et léger, au répertoire à la fois scénique et populaire. Il prépare une comédie musicale et, pour cette raison, décline les offres d'un producteur américain et de la BBC.
En 1971, il enregistre L'amour ça fait passer le temps, qui est vendu à plus de 500 000 exemplaires. Suivent, avec un succès plus modéré, Monsieur et Benjamin le bienheureux, écrit par Éric Charden.
En 1974, il est l'animateur de l'émission dominicale Toutankhamont. En 1975, il crée sa comédie musicale Pourquoi tu chanterais pas aux théâtre des Bouffes-Parisiens à Paris, mais celle-ci ne rencontre pas le succès. Alors qu'il se trouve dans le creux de la vague, son ami Georges Brassens lui donne la chanson Le Chapeau de Mireille, qui devient un classique.
Dans les années 1960 et 1970, il participe à de très nombreuses émissions de variétés, notamment celles de Maritie et Gilbert Carpentier.

#### Années 1980
En 1980, il fait partie des candidats de la présélection française pour le Concours Eurovision de la chanson avec la chanson Camarade vigneron. Le 23 mars, lors de la finale de la présélection sur TF1, présentée par Évelyne Dhéliat, il se classe 4e sur six candidats à la suite des votes des téléspectateurs.
Dans les années suivantes, malgré des chansons écrites par Julien Clerc, Alain Souchon ou Maxime Le Forestier, il se fait plus rare, mais se produit en tournée dans le monde entier, notamment au Japon, en Russie, à San Francisco ou à Rome.
En 1989, il revient à l'Olympia et sort un livre et un album en béarnais.

#### Années 1990
Dans les années 1990, la nostalgie aidant, il réapparaît en France, notamment grâce au duo humoristique Les Vamps, qui parlent beaucoup de lui et de son tube Bleu, blanc, blond, notamment dans le DVD Chaud les Vamps.
Il continue à se produire sur scène durant la décennie, mais on le voit encore plus souvent à partir des années 2000.

#### Années 2000
En 2006, il revient avec un nouvel album, Décalage horaire, signant des duos avec Agnès Jaoui, Gérard Darmon, Didier Lockwood et Biréli Lagrène.
En 2007, il retrouve l'Olympia, 50 ans après son premier passage, et participe l'année suivante à l'enregistrement d'Enfantillages, album pour enfants d'Aldebert, qu'il rejoint à l'Olympia.
Entre 2008 et 2010, pendant deux ans, il est l'une des têtes d'affiche de la tournée Âge tendre, la tournée des idoles pour les saisons 3 et 4, notamment en compagnie d'une autre étoile du music-hall, son amie Annie Cordy.
En octobre 2009, il fête ses 80 ans par une série de récitals à La Grande Comédie à Paris.

#### Années 2010
En 2010, il participe à l'album pour enfants Les Larmes de crocodile, d'Emma Daumas, écrivant plusieurs textes et chantant un duo avec elle, sur des musiques de son fils, Mathias Miramon.

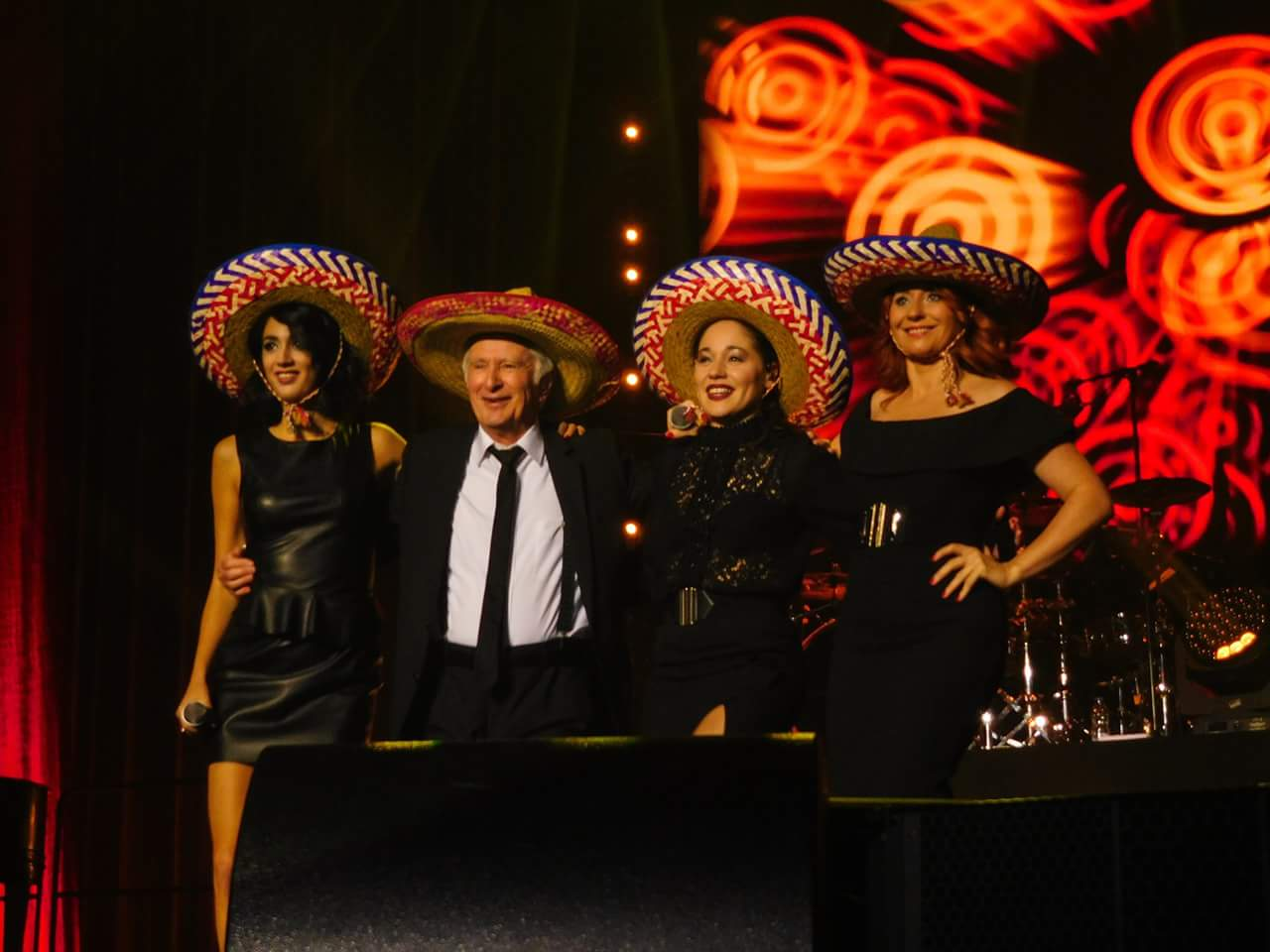
Marcel Amont sur scène pour la tournée Âge Tendre en 2017.

En 2012, après la publication d'un livre de souvenirs intitulé Sur le boulevard du temps qui passe, il publie Il a neigé, un livre illustré des photos issues principalement de ses albums personnels. Il effectue sa rentrée parisienne à l'Alhambra le 25 novembre pour fêter ses plus de 60 ans de carrière. Il propose un spectacle vivant, entre le stand-up et le tour de chant.
En 2013, sa chanson Il a le maillot jaune figure dans la bande originale du film La Grande Boucle réalisé par Laurent Tuel. La même année, il participe au clip Parce que la nuit, une chanson du collectif Les Marguerites contre Alzheimer, destinée à aider la lutte contre la maladie.
En janvier 2014, Marianne Mélodie/Universal Music sort le double CD Anthologie (succès de 1959 à 1975).
En mars de la même année paraît son 7e livre, Lettre à des amis, qui rassemble des lettres fictives envoyées aux personnes qu'il aime et qu'il a connues pour la plupart. Parmi les destinataires : Charles Aznavour, Maurice Chevalier, Yves Montand, Alain Souchon, François Morel, Antoine de Caunes, entre autres.
De novembre 2016 à février 2017, il participe au 10e anniversaire de Âge tendre, la tournée des idoles, puis à la croisière de la même tournée, en novembre 2017.
À la fin de 2017 sort son 8e livre, À l'ombre de La Fontaine, préfacé par François Morel et André Bercoff.
En 2018, il lance un nouveau spectacle, Marcel raconte et chante Amont, qui mélange stand-up et tour de chant, dans lequel il se confie sur sa vie (mise en scène Éric Théobald, pianiste Léandro Aconcha). Il s'installe d'octobre 2018 à avril 2019 à l'Alhambra de Paris tous les dimanches.
Le 12 octobre 2018, il sort un nouvel album, Par-dessus l'épaule, où il reprend ses succès avec certains de leurs auteurs, dont Charles Aznavour, qui signe là son dernier enregistrement, mais également Alain Souchon, Maxime Le Forestier, Aldebert, Francis Cabrel, François Morel, Igit, et son propre fils, Mathias Miramon.
Le 2 avril 2019, il fête ses 90 ans lors d'un concert exceptionnel à l'Alhambra en compagnie d'une vingtaine d'invités, dont Maxime Le Forestier, Serge Lama, Laurent Baffie, Gérard Lenorman, Nicoletta, Bernard Montiel, Gérard Darmon, Michel Jonasz, Igit, Christophe, Ivan Levaï, François Morel, Alex Vizorek, Raphaël Mezrahi, Michèle Torr, Georges Chelon et André Bercoff.
Le 15 mai 2019 paraît son 9e livre, Les Coulisses de ma vie, écrit à quatre mains avec son fils, Mathias Miramon. En octobre, est diffusé sur Planète+ le documentaire Pourquoi nous détestent-ils, nous les vieux ?.

#### Années 2020
Au début des années 2020, il est considéré, avec Line Renaud et Hugues Aufray, comme un des derniers grands représentants du music-hall en France.
Le 20 février 2020, il est président du jury du 10e prix Georges-Moustaki.
En octobre 2020, il écrit un texte pour saluer Gilles Dreu, « Dédicace à mon ami » sur l'album Le Comptoir des amis.
En janvier 2021 paraît son 10e livre, Mirlitontaines et chansons oubliées, illustré de dessins de l'auteur, et, en octobre, il publie pour la première fois un roman, Adieu la belle Marguerite.

### Vie privée

#### Couple
Marcel Amont partage sa vie de 1956 à 1959 avec Tamara Vladimirovna Deiness, avec qui il a deux enfants, Katia (1956) et Alexis.
Il épouse en 1977 Marlène Laborde, devenue son agent, avec qui il reste marié jusqu'à sa mort ; ils ont une fille Romélie (1979) et un garçon Mathias (1982).

### Mort et hommages
Marcel Amont meurt le 8 mars 2023 à Saint-Cloud (Hauts-de-Seine), à l'âge de 93 ans, des suites de problèmes cardiaques. Ses obsèques se tiennent dans l'intimité le 20 mars, puis il est crématisé au crématorium du Mont Valérien de Nanterre, où son cercueil est exposé au public chaque après-midi entre le 15 et le 19 mars. Ses cendres sont par la suite inhumées au cimetière de la même ville.
Le 12 août, un hommage lui est rendu en la chapelle de Borce, dans la vallée d'Aspe, dans le Béarn (Pyrénées-Atlantiques), là où il épousa Marlène Laborde en 1977. La cérémonie se déroule sous la forme d'une messe suivie par un hommage vidéo et audio. Une centaine de personnes y assiste, parmi lesquelles sa veuve, ses deux enfants, et l'ancien député Jean Lassalle, admirateur et proche du chanteur.

## Discographie
- 1956 : Escamillo (Georges Coulonges / Christian Roi)
- 1957 : La Chanson du grillon (Jean Dréjac)
- 1958 : Julie (Jacques Datin / Maurice Vidalin)
- 1958 : L'Amour en mer (Michel Rivgauche)
- 1959 : Tout doux, tout doucement (Frank Gérald, Pierre Delanoë / Troxel, Christopher, Ellis) adaptation française du succès américain des Fleetwoods Come Softly To Me
- 1959 : Bleu, blanc, blond (Jean Dréjac/Hal Greene, Dicks Wols), adaptation française du succès américain de Johnny Tillotson True, true happiness
- 1960 : Les Bleuets d'azur (Jacques Larue / Guy Magenta)
- 1961 : Dans le cœur de ma blonde (Jean Dréjac / N. Petty)
- 1962 : Le Mexicain (parfois intitulée Un Mexicain) (Jacques Plante / Charles Aznavour)
- 1963 : Moi le clown (Jacques Mareuil, Charles Aznavour)
- 1965 : Maria et le pot au lait (Marcel Amont)
- 1965 : Au bal de ma banlieue (Jean Dréjac)
- 1967 : Samba d'été (Marcos Valle, Michel Pécarrère)[13]
- 1967 : Dans 45 ans (Michel Pécarrère / John Lennon, Paul McCartney) adaptation française de When I'm Sixty Four
- 1970 : Le Monsieur qui volait (Claude Nougaro, Marcel Amont)
- 1970 : Moitié orange, moitié citron (H. Giraud, W. Lewis, M. Rivgauche, A. Rouvre)
- 1971 : L'amour ça fait passer le temps (Jean-Michel Rivat, Franck Thomas / Roland Vincent)
- 1971 : Monsieur (Gilles Thibault / Jacques Renard)
- 1971 : Benjamin le bienheureux (Yvan Dessca / Éric Charden)
- 1971 : C'est aujourd'hui dimanche (Bernard Estardy, Jean-Michel Rivat / Franck Thomas)
- 1972 : Bleu, blanc, rouge et des frites (F. Thomas et Y. Dessca / Jean-Pierre Bourtayre)
- 1973 : L'amour à vol d'oiseau (R. Vincent / M. Jourdan)
- 1974 : Y'a toujours un peintre (Jean-Michel Rivat / Roland Vincent)
- 1974 : Le Chapeau de Mireille (Georges Brassens)
- 1975 : Les Artistes (Marcel Amont, Jacques Revaux / Roland Vincent)
- 1976 : La musique est de retour (Marcel Amont, M. Jourdan / Gustin)
- 1977 : On ne guérit pas de son enfance (Marcel Amont / Michel Cywie)
- 1977 : Les chansons d'Italie (Didier Barbelivien - Gérard stern)
- 1979 : Viennois (Alain Souchon)
- 1979 : Paris rombière (François Cavanna / Roland Vincent)
- 1979 : Pour traverser la rivière (Gilles Vigneault)
- 1979 : La Galère (Maxime Le Forestier / Julien Clerc)
- 1982 : Demain j'arrête de fumer (Marcel Amont)
- 1983 : Ça va, ça vient (S. Cutugno / Claude Lesmesle)
- 1983 : Cette France (Didier Barbelivien / Claude Lemesle)
- 1985 : Le Tam-tam des gorilles (Lana et Paul Sebastian / Sylvain Lebel) (45 tours pour enfants)
- 1989 : Comme un goût de paradis (Marcel Amont - Sylvain Lebel / Michel Héron)
- 1991 : Sympathic (Marcel Amont)
- 2006 : Démodé (Marcel Amont / Philippe Loffredo)
- 2009 : Il a neigé (Marcel Amont / Mathias Miramon)
- 2018 : Par-dessus l'épaule (Igit)

Les titres de Marcel Amont font partie du catalogue d'Universal.

### Discographie occitane en béarnais
Fidèle à ses origines béarnaises, Marcel Amont a enregistré de nombreux disques en béarnais ; ces disques contiennent aussi bien des chansons traditionnelles que des textes des auteurs classiques de la littérature béarnaise et gasconne, tels que Jacob de Gassion, Xavier Navarrot, Alexis Peyret ou Simin Palay. Cet engagement en faveur des lettres béarnaises et occitanes s'est cristallisé dans son livre Comment peut-on être gascon ?.
- 1962 : Chansons de la vallée d'Aspe, du Béarn et des Pyrénées
- 1979 : Que canta en biarnés
- 1981 : Que conta en bearnés
- 1981 : La Hesta
- 1987 : Marcèu Amont canta los poètas gascons (1997 en CD)

## Filmographie

### Cinéma
- 1956 : La mariée est trop belle, de Pierre Gaspard-Huit : Toni
- 1961 : Conduite à gauche, de Guy Lefranc : Pierre Vilaret
- 1984 : Les Maîtres du soleil, de Jean-Jacques Aublanc : Victor
- 1984 : Le Montreur d'ours, de Jean Fléchet : Pierre Agasse

### Télévision

#### Téléfilms
- 1966 : Adieux de Tabarin : Tramel
- 1968 : Uit met... Yvonne Lex
- 1980 : Chouette, chat, chien... show : le mime conteur
- 1983 : La Veuve rouge d'Édouard Molinaro

#### Séries télévisées
- 1957 : Trente-Six chansons : Vahiné
- 1958-1959 : Airs de France : Évariste Chanterelle / Robert
- 1973 : Molière pour rire et pour pleurer de Marcel Camus : La Fontaine
- 1981 : On demande grand-père gentil et connaissant des trucs, court-métrage de Gisèle Braunberger : le grand-père
- 1986 : Maguy : Pierre François
- 2012 : Aïcha de Yamina Benguigui: Alfred
- 2014 : Le Sang de la vigne de Marc Rivière : Hubert de Montalzat

## Publications
- Une chanson, qu'y a-t-il à l'intérieur d'une chanson ? (Seuil, 1989)
- Ça se dit, ça s'écrit, ça se chante (éd. Christian Pirot, 2000)
- Comment peut-on être gascon ? (éd. Atlantica, 2001)
- Les Plus Belles Chansons de Gascogne (éd. Sud-Ouest, 2006)
- Sur le boulevard du temps qui passe (éd. Christian Pirot, 2009)
- Il a neigé (éd. Didier Carpentier, 2012)
- Lettres à des amis (éd. Chiflet & Cie, 2014)
- À l'ombre de La Fontaine (éd. Académie Alphonse-Allais 2017)
- Les Coulisses de ma vie (éd. Flammarion, 2019)
- Mirlitontaines & chansons oubliées (éd. du Mont-Ailé, 2021)
- Adieu la belle Marguerite (éd. Cairn, 2021)

## Distinctions
- Commandeur de l'ordre des Arts et des Lettres
- Membre de l'académie Alphonse-Allais

### Récompenses
- 1956 : Grand prix du disque de l'académie Charles-Cros[5]
- 1972 : Prix Vincent-Scotto de la Sacem avec L'amour, ça fait passer le temps